# Otto Frederick Rohwedder

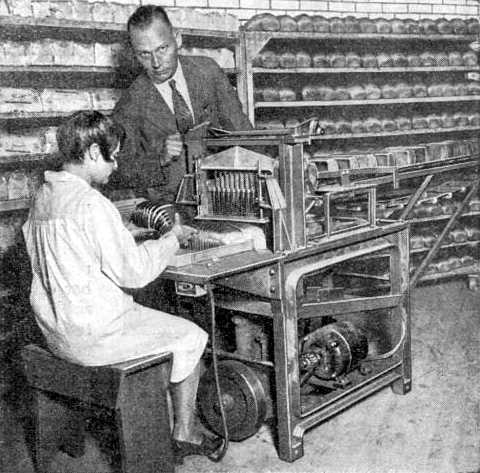
Otto fotografado ao lado da máquina em uma padaria em St. Louis, Missouri. —Domínio público, 1930

Otto Frederick Rohwedder (7 de julho de 1880 - 8 de novembro de 1960) foi um inventor e engenheiro norte-americano que criou a primeira máquina automática de fatiar pão para uso comercial. Foi usada pela primeira vez pela Chillicothe Baking Company.

## Infância e educação
Rohwedder nasceu em Davenport, Iowa, em 1880, filho de Claus e Margaret Rohwedder, de ascendência étnica alemã. Ele era o segundo mais novo de quatro irmãos e uma irmã.
Rohwedder também estudou optometria, graduando-se em 1900 com um grau na óptica do que é agora o Colégio Illinois de Optometria em Chicago. Ele se tornou um joalheiro.

## Carreira
Rohwedder teve uma breve carreira como joalheiro e tornou-se proprietário de três joalherias em St. Joseph. Ele usou seu trabalho com relógios e joias para inventar novas máquinas. Convencido de que poderia desenvolver uma máquina de fatiar pão, ele vendeu suas joalherias para financiar o esforço de desenvolvimento e fabricação das máquinas. Em 1917, ocorreu um incêndio na fábrica onde Rohwedder estava fabricando sua máquina. Isso destruiu seu protótipo e projetos. Com a necessidade de obter financiamento novamente, Rohwedder demorou vários anos para lançar o cortador de pão no mercado.
Em 1927, Rohwedder projetou com sucesso uma máquina que não apenas cortava o pão, mas o empacotava. Ele solicitou patentes para proteger sua invenção e vendeu a primeira máquina para um amigo e padeiro chamado Frank Bench, que a instalou na Chillicothe Baking Company, em Chillicothe, Missouri, em 1928. O primeiro pão fatiado foi vendido comercialmente em 7 de julho de 1928. As vendas da máquina para outras padarias aumentaram e o pão fatiado passou a ser disponibilizado em todo o país.
Gustav Papendick, um padeiro de St. Louis, Missouri, comprou a segunda máquina de Rohwedder e descobriu que poderia melhorá-la. Ele desenvolveu uma maneira melhor de fazer com que a máquina embrulhasse e mantivesse o pão fresco. Ele também solicitou patentes para seus conceitos.
Em 1930, a Continental Baking Company lançou o Wonder Bread como um pão fatiado. Isso foi seguido por outras grandes empresas quando viram como o pão era recebido. Em 1932, a disponibilidade de fatias padronizadas impulsionou as vendas de torradeiras automáticas, uma invenção de 1926 de Charles Strite. Em 1933, as padarias americanas, pela primeira vez, produziram mais fatias de pão do que pão não picado.
Naquele mesmo ano, Rohwedder vendeu seus direitos de patente para a Micro-Westco Co. de Bettendorf, Iowa, e ingressou na empresa. Ele se tornou vice-presidente e gerente de vendas da Rohwedder Bakery Machine Division.

## Honras e legado
- Rohwedder teve sete patentes aprovadas de 1927-1936 relacionadas ao corte e manuseio de pães.
- Sua máquina original de fatiar pão está na Smithsonian Institution em Washington, D.C..